# Романипен
Романипен или Романипе представља сверомски идентитет, односно систем правила и вредности за образац културног идентитета Рома. Овај појам неки аутори преводе као ромство или ромскост. Термин Романипен је усаглашен новембра 2003. године у Стразбуру када се у оквиру Савета Европе водила интензивна дебата о питању културног идентитета Рома.
Рајко Ђурић Романипен дефинише као заједнички именитељ свега што се сматра или верује да чини битне карактеристике Рома, на простору од Авганистана, преко Турске и Европе, до Америке и Аустралије. Осман Балић каже да је Романипе скуп обичаја, правила и вредности за образац
културног и националног идентитета Рома.
Пољски социолози и ромолози Мирга и Мруз постављају питања какав је идентитет Рома, како се испољава, на какве се вредности ослања, у односу према коме се ствара и какав карактер има етничка граница која их одваја од нерома. Друштва нерома (Гаџе), за која су „сви Роми исти” и која у својим законима и политикама нису била у стању да разликују групе (иако су понекад покушавали), била су са једне стране (идеолошки) окамењена „сверомским идентитетом” који је у супротности са доминантим принципом живљења Гаџа. Са друге стране, у практичном животу јачали су потребу Рома да наглашавају идентитет групе којој припадају. Живот у складу са вредностима које је истакао Романипен чини основу да се појединац или поједине групе осећају „правим” Ромима.
Захариев каже да је концепт Романипена проблематичан јер искључује Роме који не живе „традиционалним” начином живота, који имају критичке ставове о појединим елементима традиције и обичаја, они се сматрају асимилованим и неаутентичним Ромима.

## Обележја Романипена
Ромски интелектуалци из света и Европе већ годинама дискутују шта се све може убројити у Романипен, односно које су то културне карактерстике или обележја који би важили за све Роме света. Социолог и ромолог Драгољуб Б. Ђорђевић из нишке ромолошке школе каже да то не иде тако лако јер је пуно недоумица и Роми су подељени на разне групе тако да још увек нема сагласности око тога.
Позивајући се на одређења америчког антрополога и ромолога Мата Сала, проистекла из проучавања америчких Рома, Мирга и Мруз наводе седам критеријума који испуњују појам ромскости. То су: 
- потпуна породица - припадање групи рођењем
- групна солидарност – односи се на све чланове групе према неромима, јасна дистинкција између „Ми, Роми” – „Гаџе, нероми”
- говорење ромског језика
- старост – старост означава поседовање ауторитета у складу са функцијом коју врши, из чега произилази специфичан однос поштовања према старијима унутар ромске породице
- модел економске активности коју не контролишу гаџе
- велика просторна покретљивост
- придржавање правила церемонијалне чистоће[3]